# Graham Parker
Graham Parker (ur. 18 listopada 1950) – brytyjski kompozytor i piosenkarz najbardziej znany z występów solowych, z zespołem Graham Parker & The Rumour, oraz z Bruce Springsteenem, z którym nagrał piosenkę Endless Night.

## Albumy
| Rok  | Nazwa                      | Album                   | Miejsce na liście sprzedaży | Miejsce na liście sprzedaży | Miejsce na liście sprzedaży |
| Rok  | Nazwa                      | Album                   | UK                          | CAN                         | US                          |
| ---- | -------------------------- | ----------------------- | --------------------------- | --------------------------- | --------------------------- |
| 1976 | Graham Parker & The Rumour | Howlin' Wind            | -                           | -                           | -                           |
| 1976 | Graham Parker & The Rumour | Heat Treatment          | 52                          | -                           | 169                         |
| 1977 | Graham Parker & The Rumour | Stick To Me             | 19                          | -                           | 125                         |
| 1979 | Graham Parker & The Rumour | Squeezing Out Sparks    | 18                          | 79                          | 40                          |
| 1980 | Graham Parker & The Rumour | The Up Escalator        | 11                          | 27                          | 40                          |
| 1982 | Graham Parker              | Another Grey Area       | 40                          | -                           | 52                          |
| 1983 | Graham Parker              | The Real Macaw          | -                           | -                           | 59                          |
| 1985 | Graham Parker & The Shot   | Steady Nerves           | -                           | 82                          | 57                          |
| 1988 | Graham Parker              | The Mona Lisa's Sister  | -                           | 46                          | 77                          |
| 1989 | Graham Parker              | Human Soul              | -                           | -                           | 165                         |
| 1991 | Graham Parker              | Struck by Lightning     | -                           | -                           | 131                         |
| 1992 | Graham Parker              | Burning Questions       | -                           | -                           | -                           |
| 1995 | Graham Parker              | 12 Haunted Episodes     | -                           | -                           | -                           |
| 1996 | Graham Parker              | Acid Bubblegum          | -                           | -                           | -                           |
| 2001 | Graham Parker              | Deepcut To Nowhere      | -                           | -                           | -                           |
| 2004 | Graham Parker              | Your Country            | -                           | -                           | -                           |
| 2005 | Graham Parker & The Figgs  | Songs of No Consequence | -                           | -                           | -                           |
| 2007 | Graham Parker              | Don't Tell Columbus     | -                           | -                           | -                           |
| 2009 | Graham Parker              | Carp Fishing On Valium  | -                           | -                           | -                           |
| 2010 | Graham Parker              | Imaginary Television    | -                           | -                           | -                           |
| 2012 | Graham Parker & The Rumour | Three Chords Good       | -                           | -                           | -                           |
| 2015 | Graham Parker & The Rumour | Mystery Glue            | -                           | -                           | -                           |

## Albumy koncertowe
Graham Parker & the Rumour
- Live at Marble Arch, 1976
- At The Palladium, New York, NY, 1977
- The Parkerilla (1978) UK No. 14, US No. 149
- Live Sparks, 1979
- Live In San Francisco 1979, 2009
- Live Alone At The Freight And Salvage, 2012
- Official Bootleg Box, 2014

Graham Parker
- Live! Alone in America, 1989 (nagrany w Filadelfii, październik 1988)
- Live Alone! Discovering Japan, 1993
- Live from New York, 1996
- BBC Live in Concert (składanka 1977–91), 1996
- The Last Rock and Roll Tour, 1997 (z the Figgs)
- Not If It Pleases Me (BBC sessions 1976–77), 1998
- King Biscuit Flower Hour Presents Graham Parker (live 1983), 2003
- Live Cuts From Somewhere, 2003 (z the Figgs)
- "Blue Highway", 2003 (Recorded live in Grant Park, Chicago, Illinois on 4 July 1988)
- !Live Alone: The Bastard of Belgium, 2005
- Yer Cowboy Boot, 2005
- 103 Degrees in June, 2006 (z the Figgs)
- Platinum Bastard, 2007
- Live Alone At The Freight & Salvage, 2011

## single
| Rok  | Tytuł                              | Miejsce na liście sprzedaży | Miejsce na liście sprzedaży | Miejsce na liście sprzedaży | Miejsce na liście sprzedaży | Miejsce na liście sprzedaży | Album                  |
| Rok  | Tytuł                              | UK                          | AU                          | CA                          | US                          | US Mod                      | Album                  |
| ---- | ---------------------------------- | --------------------------- | --------------------------- | --------------------------- | --------------------------- | --------------------------- | ---------------------- |
| 1977 | "Hold Back the Night"              | 24                          | –                           | –                           | 58                          | –                           | The Pink Parker        |
| 1977 | "(Let Me Get) Sweet on You"        | 24                          | –                           | –                           | 107                         | –                           | The Pink Parker        |
| 1978 | "The New York Shuffle"             | –                           | 49                          | –                           | –                           | –                           | Stick to Me            |
| 1978 | "Hey Lord, Don't Ask Me Questions" | 32                          | 24                          | –                           | –                           | –                           | The Parkerilla         |
| 1979 | "Protection"                       | –                           | 46                          | –                           | –                           | –                           | Squeezing Out Sparks   |
| 1979 | "I Want You Back"                  | –                           | 46                          | –                           | 103                         | –                           | Non-LP                 |
| 1982 | "Temporary Beauty"                 | 50                          | –                           | –                           | –                           | –                           | Another Grey Area      |
| 1983 | "Life Gets Better"                 | –                           | 35                          | –                           | 94                          | –                           | The Real Macaw         |
| 1985 | "Wake Up (Next to You)"            | –                           | –                           | 94                          | 39                          | –                           | Steady Nerves          |
| 1988 | "Get Started. Start a Fire"        | –                           | –                           | 85                          | –                           | –                           | The Mona Lisa's Sister |
| 1988 | "Don't Let It Break You Down"      | –                           | –                           | –                           | –                           | 27                          | The Mona Lisa's Sister |
| 1989 | "Big Man on Paper"                 | –                           | –                           | –                           | –                           | 18                          | Human Soul             |